# Wohnhausgruppe Feldstraße

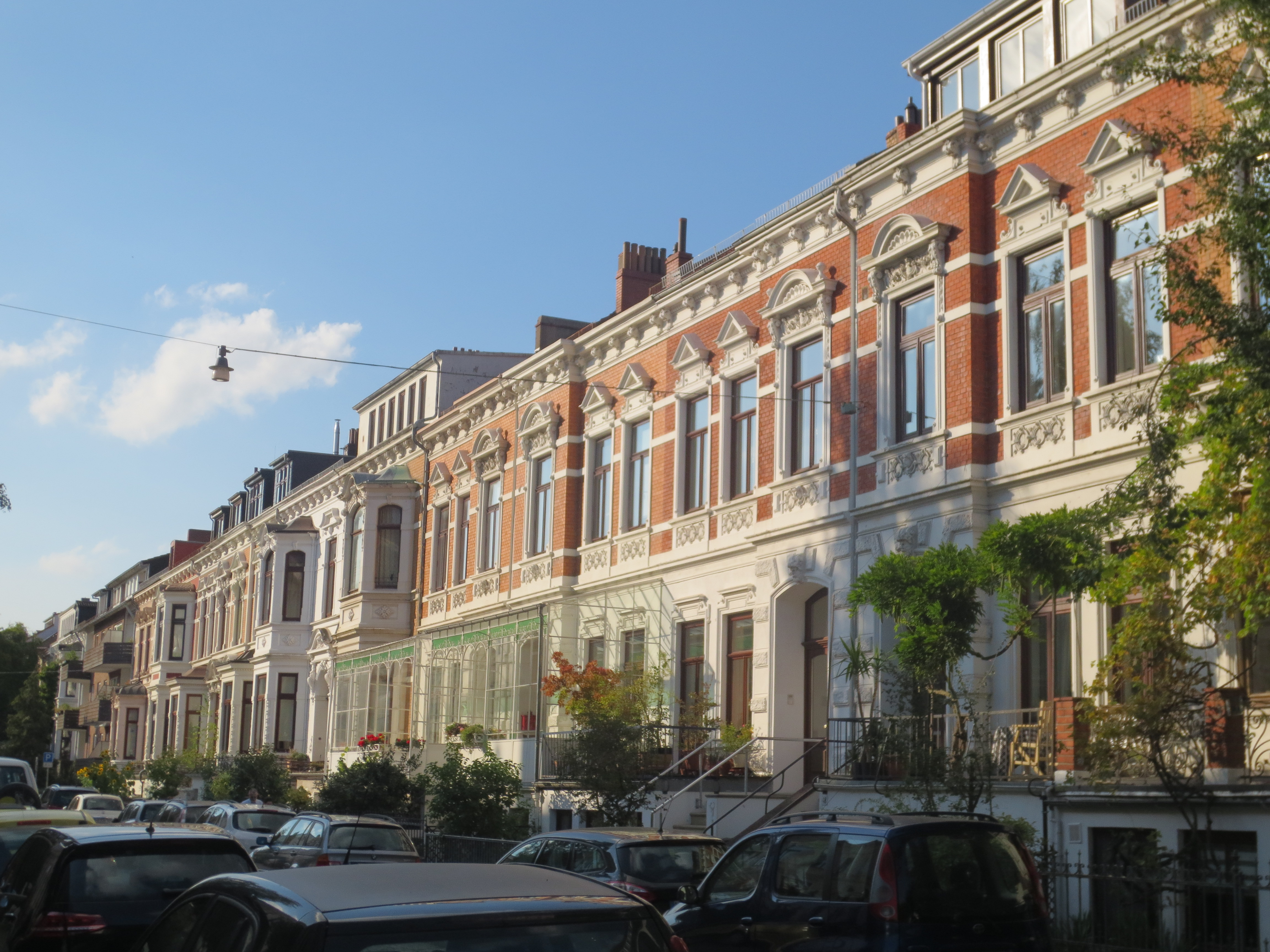
Wohnhausgruppe Feldstraße, Nordseite

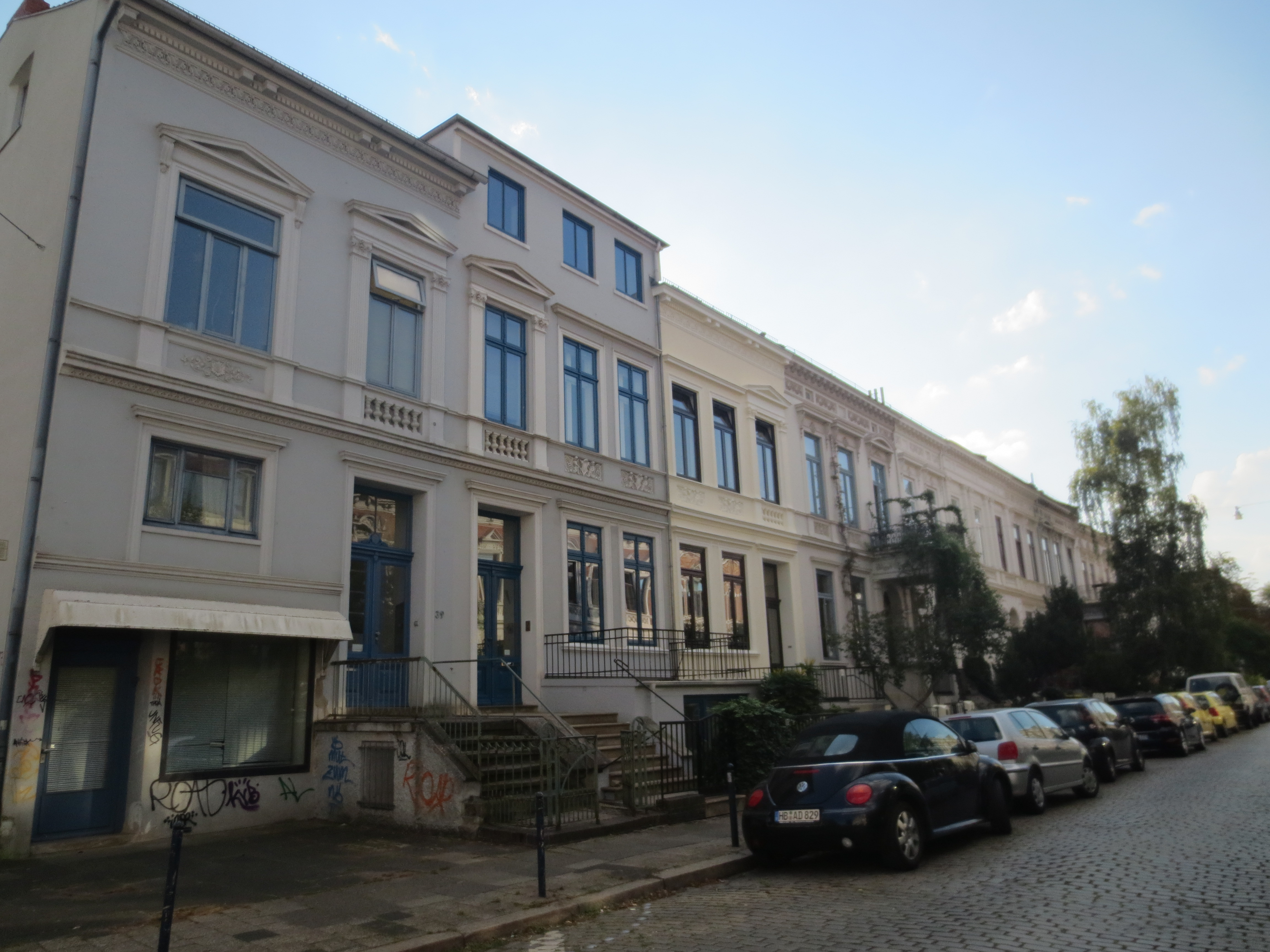
Wohnhausgruppe Feldstraße, Südseite

Die Wohnhausgruppe Feldstraße in Bremen, Stadtteil Östliche Vorstadt, Ortsteil Fesenfeld, Feldstraße 23–50, entstand ab 1875/1891. Diese Gebäudegruppe steht seit 1973 unter Bremer Denkmalschutz
Die Feldstraße führt in Ost-West-Richtung von der Sankt-Jürgen-Straße über die Fesenfeldstraße, Herderstraße, Besselstraße und Mathildenstraße zu der Straße Am Dobben. Sie wurde 1870 angelegt und benannt nach den Feldbauern der Pagentorner Feldmarkt.

## Geschichte
Die verputzten bzw. verklinkerten, zweigeschossigen Wohnhäuser wurden um 1875 bzw. 1891 bis 1897 in der Epoche des Historismus für eine Mittelschicht erbaut.

Zum Ensemble gehören die Häuser
- 23, 25, 27, 29, 31, 33, 35, 37 und 39 als  verputze Häuser von um 1875 (Nr. 29–39) bzw. um 1891–1900 (Nr. 23–25) von unbekannten Planern
- 30, 32, 34, 36, 38, 40, 42, 44, 46, 48, 50  als verklinkerte Häuser von 1891/97 nach Plänen von Wilhelm Blanke.

Die zwei- bis viergeschossigen Wohnhäuser von Nr. 1 bis 22, 24, 26, 28 sowie 51 bis 158 stehen nicht unter Denkmalschutz.

Aktuell (2018) werden die Gebäude weitgehend  als Wohnhäuser genutzt.
Der gewählte Häusertyp Bremer Haus wurde in Bremen zwischen der Mitte des 19. Jahrhunderts und den 1930er Jahren errichtet. Typisch ist dabei das Souterrain als Tiefparterre, die tiefe Gebäudeform und der seitliche Eingang.

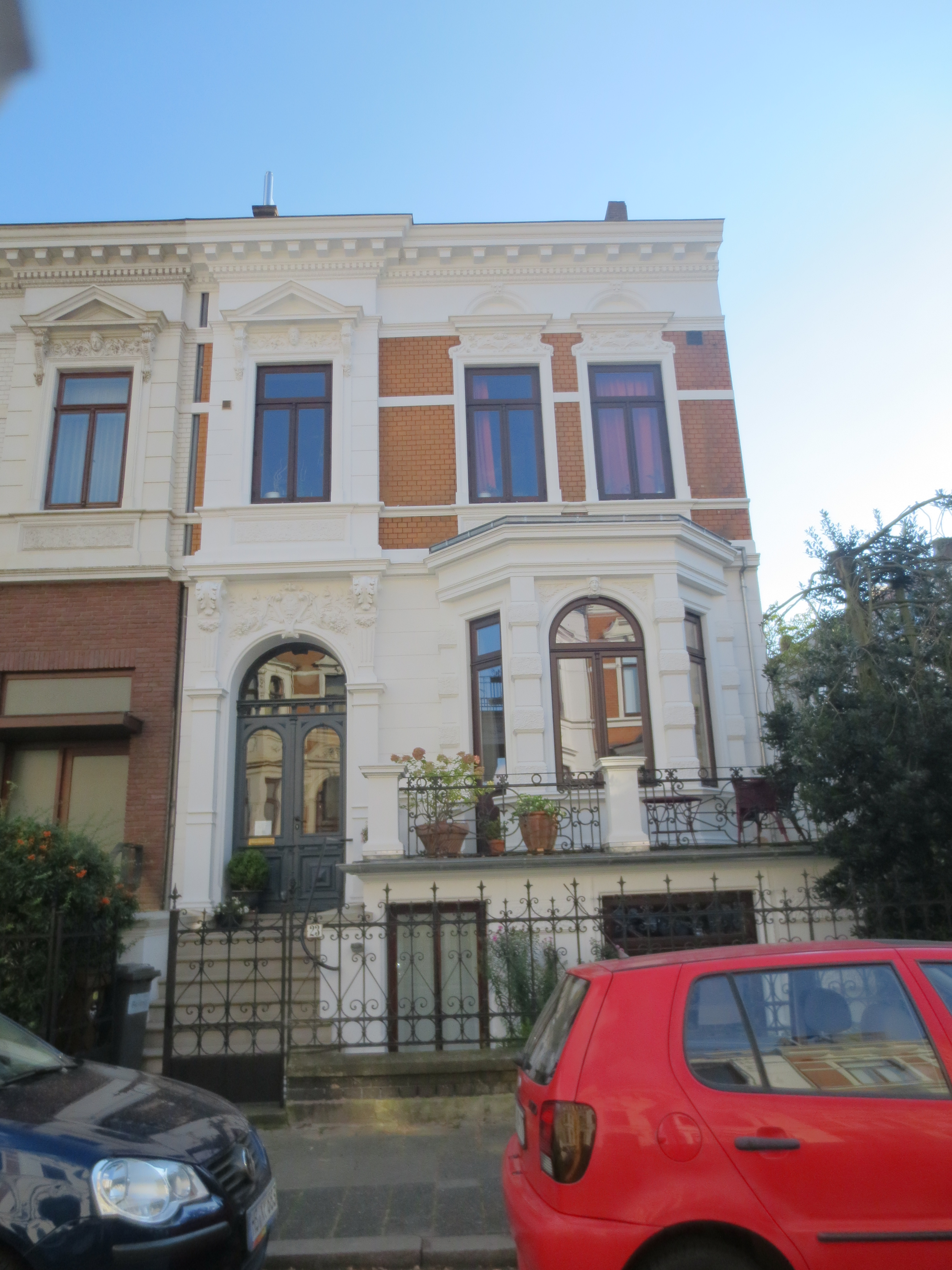
Nr. 23
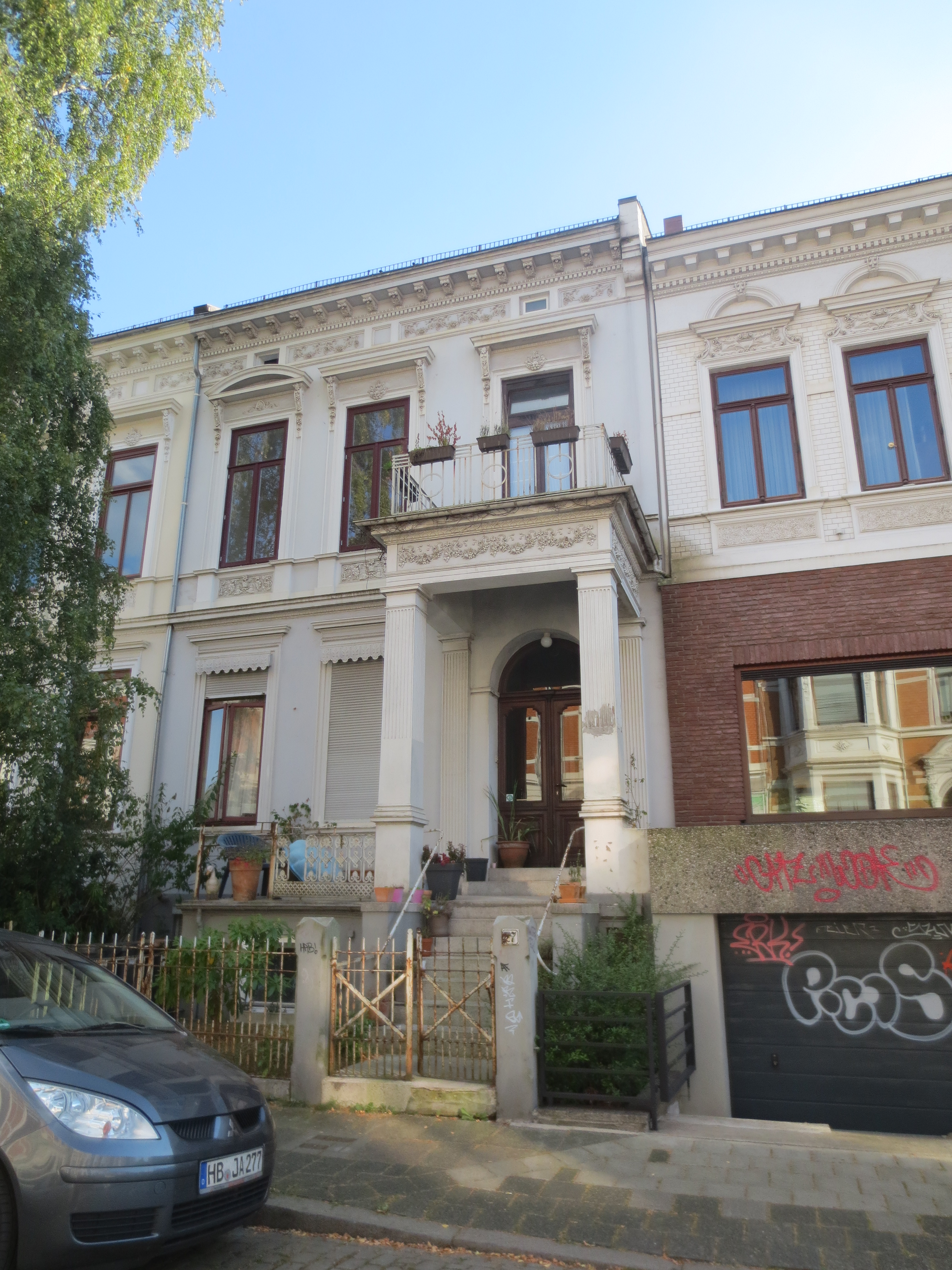
Nr. 27
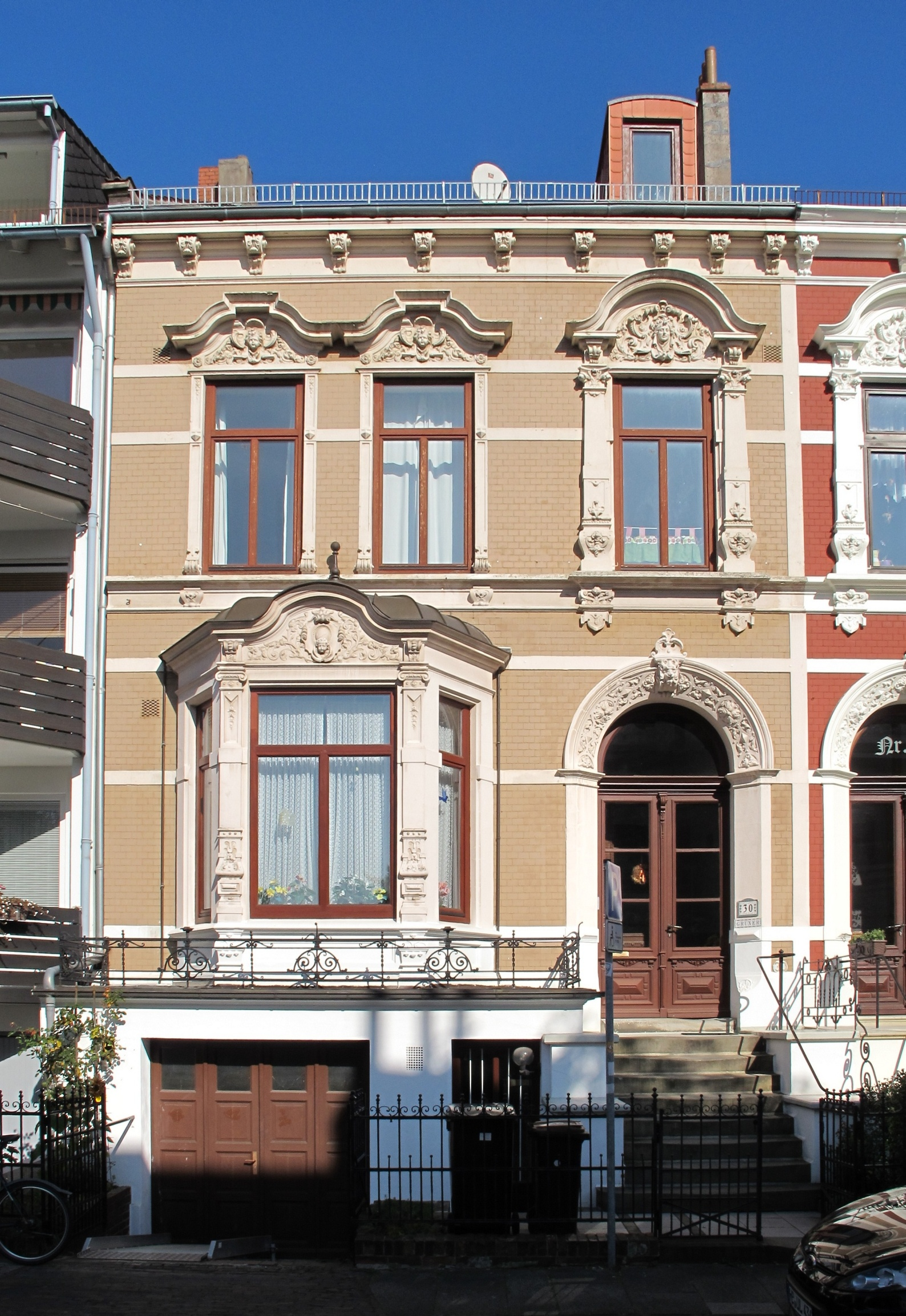
Nr. 30
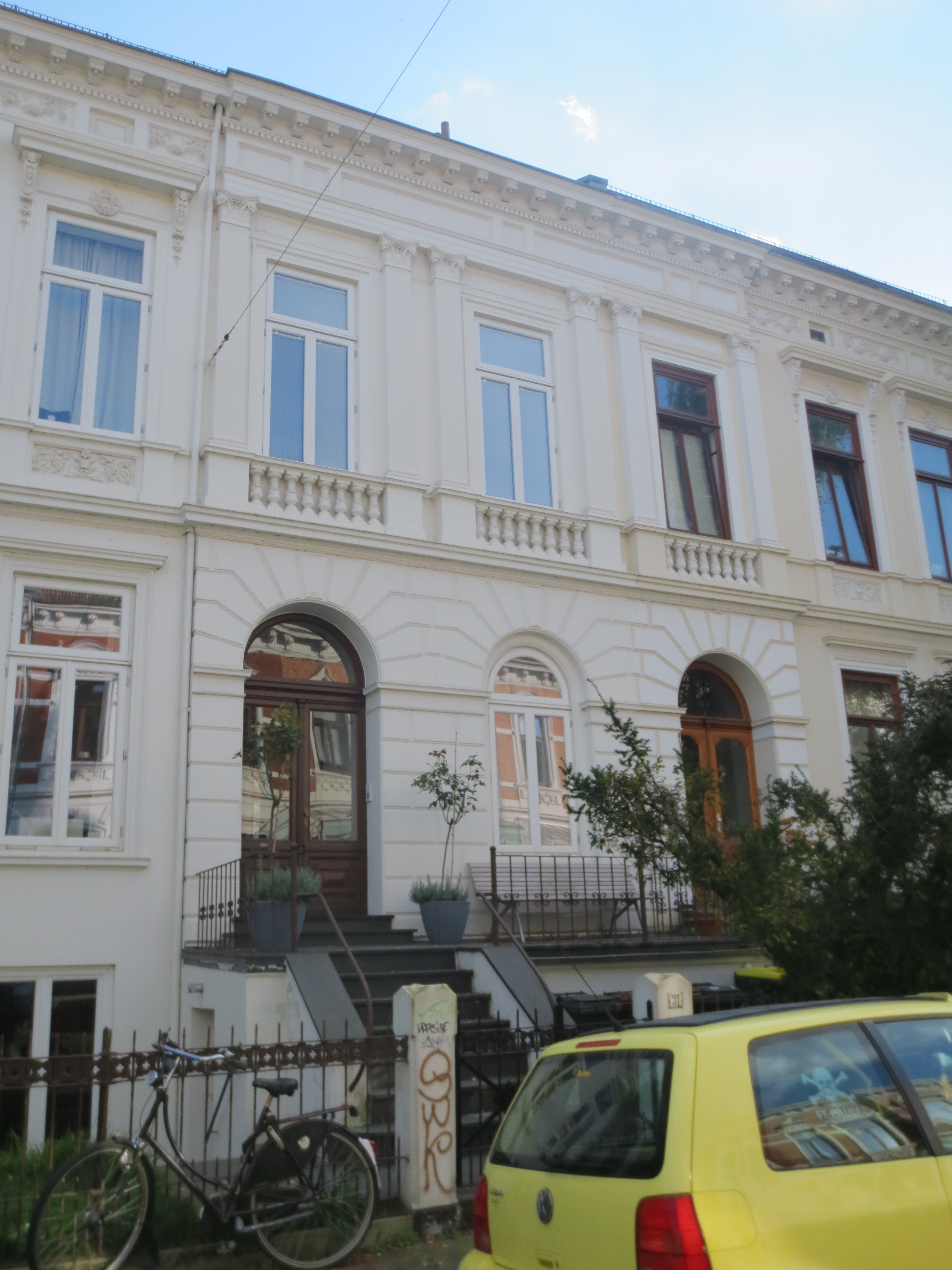
Nr. 31
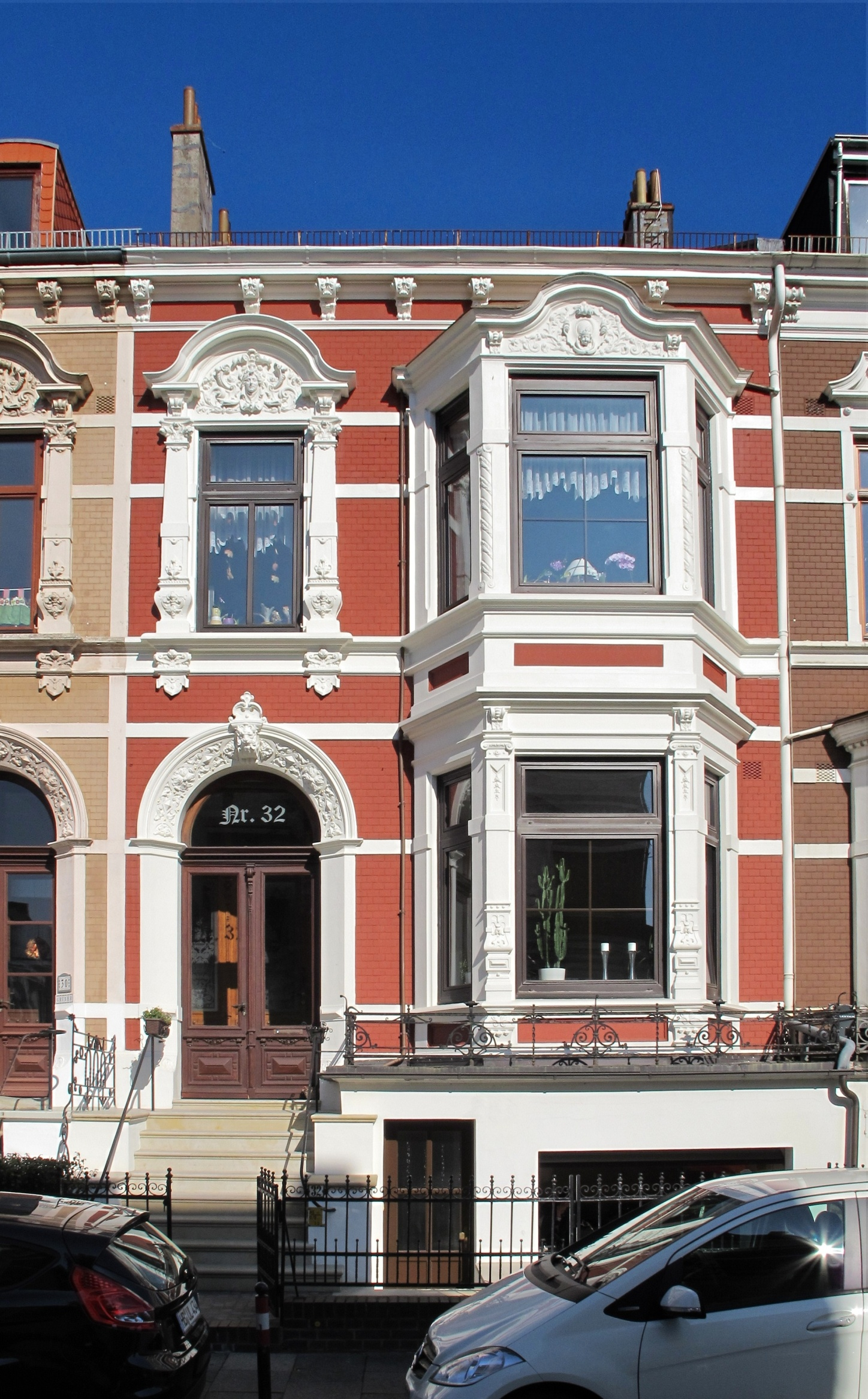
Nr. 32
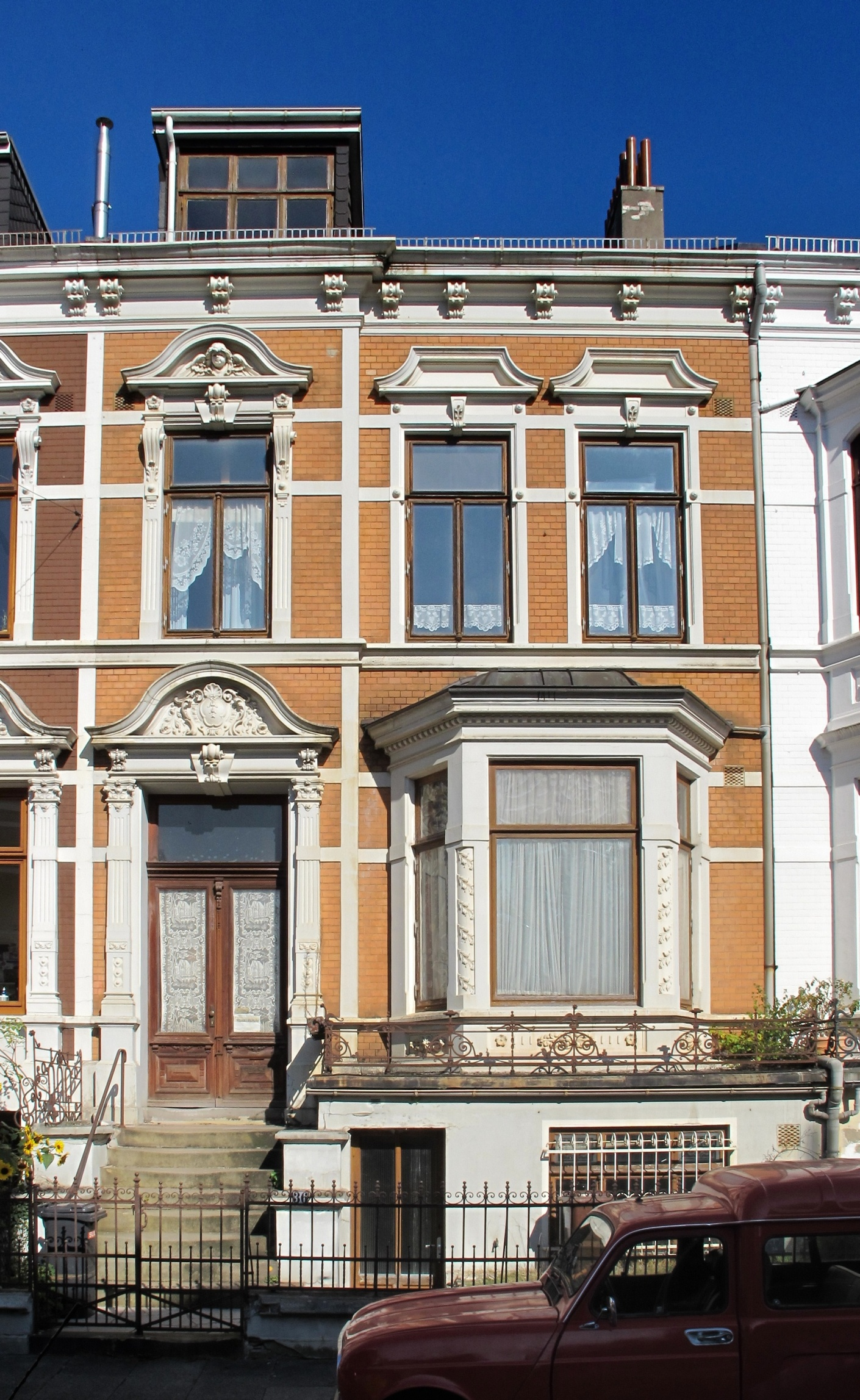
Nr. 36
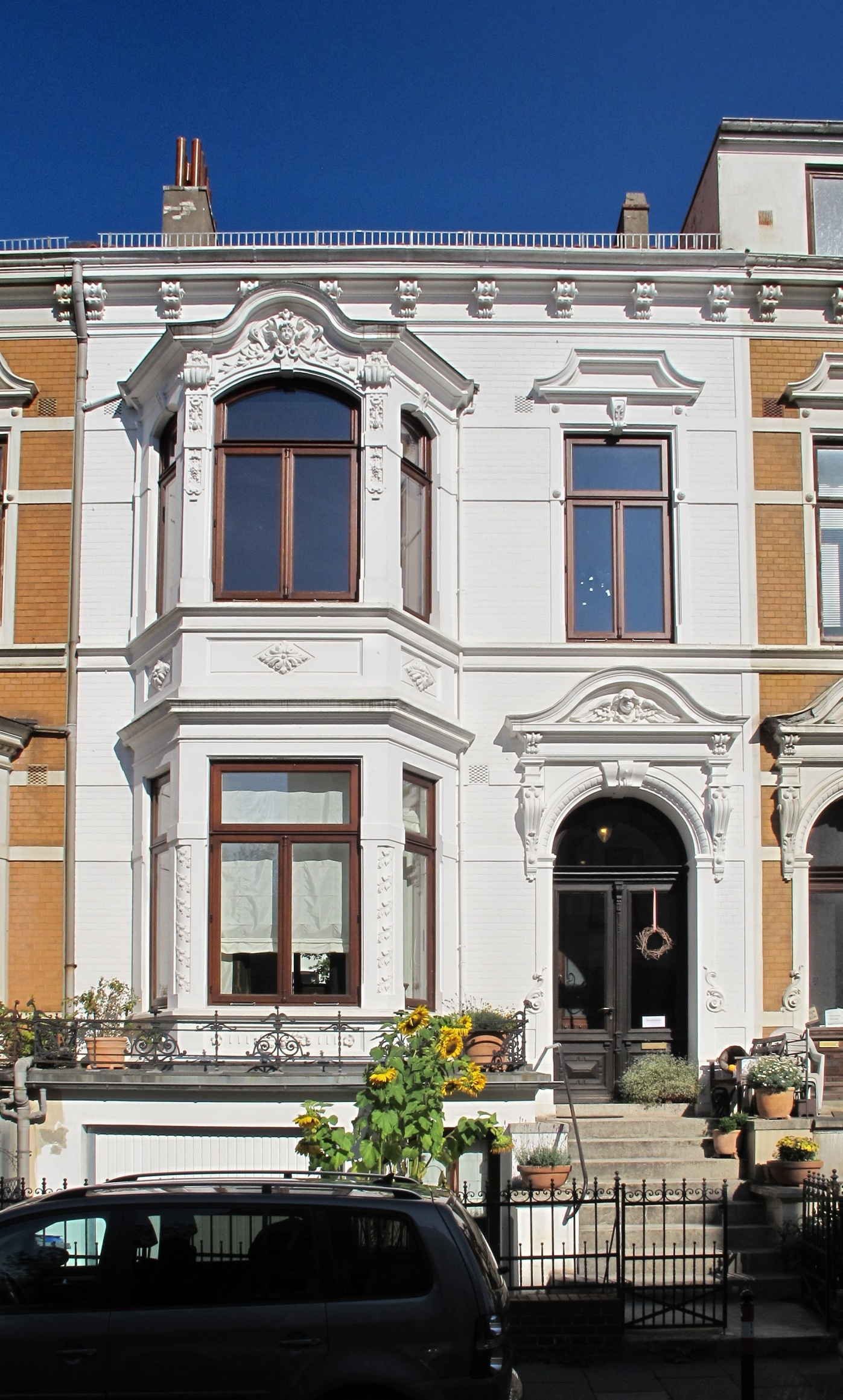
Nr. 38
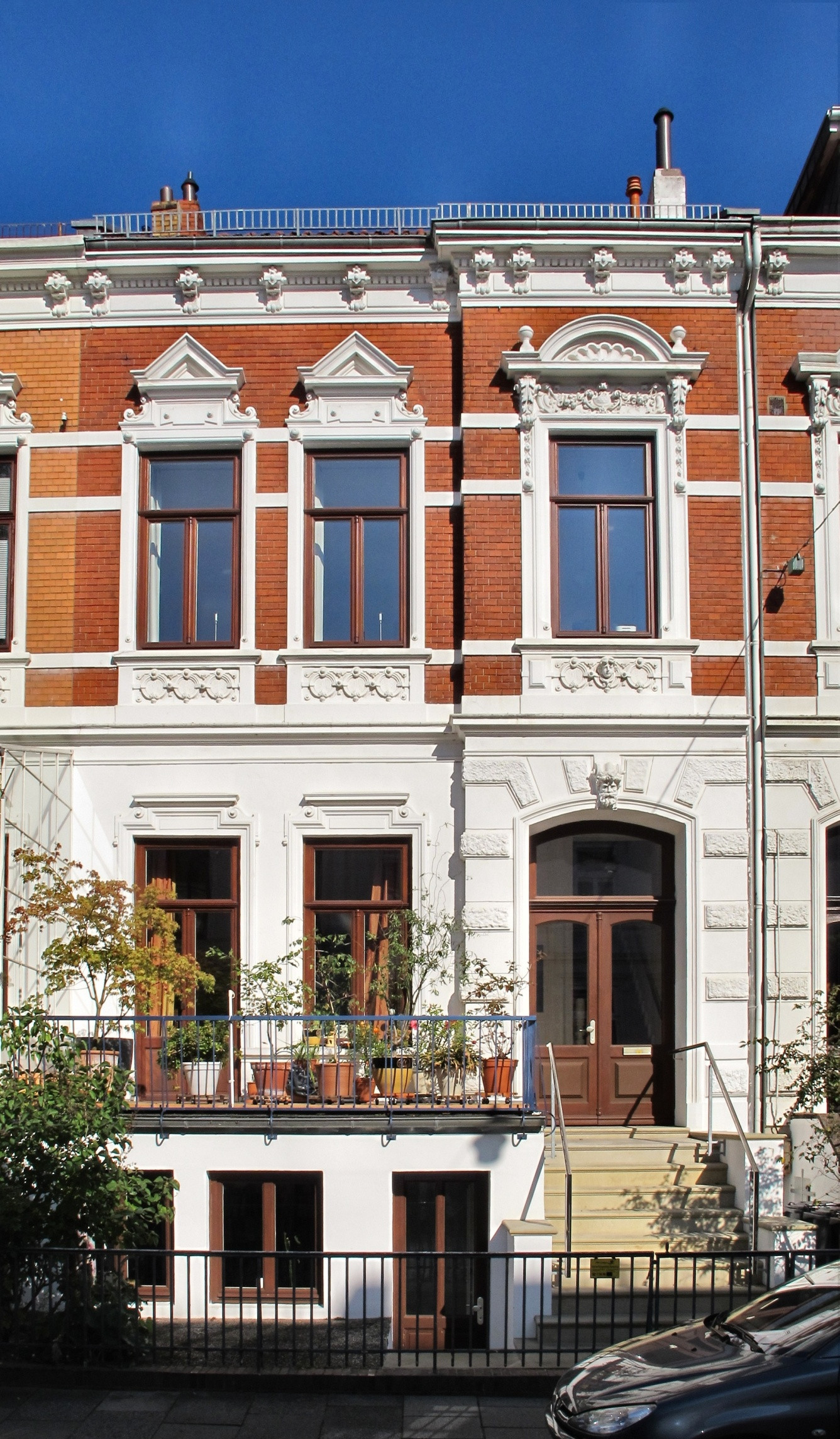
Nr. 46